# Jaume Sorolla
Jaume «Jay» Sorolla Menasanch (Roquetas, Tarragona, 18 de febrero de 1997) es un jugador de baloncesto español que juega en el Bàsquet Manresa de la Liga ACB. Su estatura es de 2,11 metros y juega en la posición de pívot.

## Trayectoria

### Inicios
Formado en las categorías inferiores del FC Barcelona, formó parte de la plantilla del equipo 'B' en LEB Plata en la temporada 2014/15, disputando 8 partidos y siendo titular en dos de ellos. En la temporada 2015/16 participó en la Sunrise Christian Academy con sede en Wichita (Kansas, Estados Unidos), y la siguiente campaña ingresó en la Universidad de Valparaiso (Indiana) para disputar la Conferencia Horizon League de la Division I de la NCAA con los Valparaiso Crusaders. Tras tres temporadas en junio de 2019 pasó a los Cincinnati Bearcats (Ohio).

### Profesional
En la temporada 2020-21, regresa a España para jugar en el FC Barcelona B de la Liga LEB Plata, con el que logra el ascenso a Liga LEB Oro.
El 18 de julio de 2021, firma por el Bàsquet Girona, de la Liga LEB Oro.
Durante su tercera temporada en Gerona, en enero de 2025, firma por el Bàsquet Manresa de la Liga ACB.

## Selección nacional
Ha sido internacional en las categorías inferiores de la selección española, disputando el Campeonato de Europa Sub-16 (2013), el Sub-18 (2014 y 2015) y el Sub-20 (2016), logrando la medalla de Oro en este último celebrado en Finlandia.